# جاك روجرز
جاك روجرز (بالإنجليزية: Jack Rogers)‏ هو محامي وسياسي أمريكي، ولد في 2 أكتوبر 1937 في بينتسفيل في الولايات المتحدة. انتخب عضو مجلس نواب كارولاينا الجنوبية.